# Sakstagals (stacja kolejowa)
Sakstagals (ros. Сакстагалс) – stacja kolejowa w miejscowości Sakstagals, w gminie Rzeżyca, na Łotwie.